# Raymond et Ray
Pour plus de détails, voir Fiche technique et Distribution.
Raymond et Ray (Raymond and Ray) est un film américain réalisé par Rodrigo García, sorti en 2022.

## Synopsis
Deux demi-frères se retrouvent à la suite de la mort de leur père.

## Fiche technique
- Titre : Raymond et Ray
- Titre original : Raymond and Ray
- Réalisation : Rodrigo García
- Scénario : Rodrigo García
- Musique : Jeff Beal
- Photographie : Igor Jadue-Lillo
- Montage : Michael Ruscio
- Production : Alfonso Cuarón, Bonnie Curtis et Julie Lynn
- Société de production : Apple Studios et Mockingbird Pictures
- Pays :  États-Unis
- Genre : Comédie dramatique
- Durée : 105 minutes
- Dates de sortie : 
  - Apple TV+ : 21 octobre 2022

## Distribution
- Ewan McGregor (VF : Bruno Choël) : Raymond
- Ethan Hawke (VF : Jean-Pierre Michaël) : Ray
- Jalyn Baiden : Layla
- Todd Louiso : Canfield
- Angie Campbell (VF : Julie Léger) : Rose
- Oscar Nuñez : Mendez
- Dominic Ward : Felix
- Tom Bower (VF : Patrick Raynal) : Harris (voix)
- Maribel Verdú : Lucia
- Sophie Okonedo (VF : Annie Milon) : Kiera
- Lyeneal Griffin : Jonas
- Vondie Curtis-Hall (VF : Thierry Desroses) : le révérend West
- Maxim Swinton : Simon
- Chris Silcox : Leon
- Chris Grabher (VF : Grégory Kristoforoff) : Vincent

## Accueil
Le film a reçu un accueil mitigé de la critique. Il obtient un score moyen de 49 % sur Metacritic.